# اکسل رودی پل
اکسل رودی پل گیتاریست و موسیقیدان پاورمتال و رهبر گروه آلمانی اکسل رودی پل است.